# Johann Anton Trinius
Johann Anton Trinius (* 6. Oktober 1722 in Alterode; † 3. Mai 1784 in Eisleben) war ein deutscher evangelischer Pfarrer, Theologe und Schriftsteller.

## Leben

### Herkunft und Familie
Johann Anton Trinius wurde am 6. Oktober 1722 in Alterode in der damaligen Grafschaft Mansfeld als Sohn des dortigen Predigers Bernhard Trinius und dessen Frau Johanna Sohia Derling geboren.
Trinius war zwei Mal verheiratet. Seine erste Ehe schloss er mit Augusta Friederica, (get. 2. April 1730 in Stade; † 5. Dezember 1767 in Bräunrode). Aus dieser ersten Ehe stammen zwei Söhne und eine Tochter. Seine zweite Ehe schloss er am 19. August 1771 mit Charlotte Gerhardine Hahnemann (1752–1812), einer Schwester des bekannten Gründers der Homöopathie Samuel Hahnemann und die spätere Frau des Generalsuperintendenten in Eisleben Johann Andreas Müller. Aus dieser Ehe stammen zwei Söhne. Von den Kindern ist bekannt:
- Curt Trinius (* um 1752; † vor 1806)
- Anton Bernhard * 3. Oktober 1754 in Bräunrode; † 7. Mai 1764 ebenda
- Augusta Friderika Sophia Dorotea (* 19. Dezember 1758 in Bräunrode) verh. mit Archidiakon am ULF Halle Friedrich Gottlieb Pockels
- Carl Bernhard Trinius, Arzt, Dichter und Botaniker, sowie Leibarzt und Lehrer des russischen Kaisers Alexander II
- Johann Anton Bernhard (* 23. Juli 1773 in Eisleben) wurde Husarenkorporal

### Werdegang
Nachdem er in seinem Elternhaus sorgfältig vorgebildet worden war, begann Trinius 1740 auf Wunsch seines Vaters an der Universität Leipzig sein Theologiestudium, das er 1742 in Helmstedt und 1749 in Halle (Saale) fortsetzte. 1744 unternahm er eine Reise durch das westliche Norddeutschland, auf der er seinen Horizont erweitern und viele Gelehrte kennenlernen konnte. 1745 setzte er sein Studium in Helmstedt fort. Danach übte er sich bei seinem Vater in Altenroda im Predigen und Katechisieren. Nach einem kurzen Aufenthalt in Göttingen erhielt Trinius durch den Freiherrn von Knigge 1748 die Stelle eines Pfarrsubstituten in Bräunrode und Walbeck in der Grafschaft Mansfeld. 1750 trat er dort die Nachfolge des verstorbenen Pfarrers an. Zudem hatte er sich am 3. April 1760 an der Universität Wittenberg den akademischen Grad eines Magisters erworben. Trinius starb am 3. Mai 1784, nachdem er in den letzten Jahren seines Lebens nach Eisleben gezogen war. Er hat als Schriftsteller eine nicht unbedeutende Tätigkeit entfaltet, wobei er sich sowohl mit der Gelehrtengeschichte als auch mit der moralistischen Bestreitung des Freidenkertums beschäftigte.

## Werke

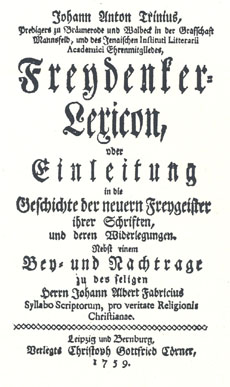
Das Freydenkerlexicon 1759

- Freydenker-Lexicon oder Einleitung in die Geschichte der neuern Freygeister, ihrer Schriften und deren Widerlegungen. Nebst einem Bey- und Nachtrage zu des seligen Herrn Johann Albert Fabricius, Leipzig 1759
- Beitrag zu einer Geschichte berühmter und verdienter Gottesgelehrten auf dem Lande, Band 1 erschienen in Leipzig 1751
- Vermischte Prediger-Anekdoten, Halle 1784
- Das kleine alte Testament, oder Auszug desselben nach seinem gemeinnützigsten Inhalt … für Ungelehrte, Quedlinburg 1779
- Vermischte Sammlung merkwürdiger Begebenheiten und Beyspiele aus der Geschichte zur Verherrlichung Gottes-Beförderung der Tugend, Halle 1777
- Einige Kanzel- und Altar-Reden, Halle 1777
- Altes und Neues zur Erweiterung und Verbesserung theologischer Kenntnisse. Stück 1-3, Halle 1771
- Kurze doch gründliche Vorstellung der Unterscheidungs-Lehren der Evang.-Luther. Religion von andern in der Welt üblichen Religionen, Stolberg am Harze 1768
- Die vereinigten Widersprüche der Bibel. Oder Erklärung und Rettung derjenigen Stellen der Heiligen Schrift, welche entweder sich selbst oder andern bekannten Wahrheiten zu widersprechen, oder sonst anstößig zu seyn scheinen, Quedlinburg
- Abhandlung von der Seelenwanderung nach dem Lehrbegriff der Christen, Leipzig 1760
- Betrachtungen über einige Sprüchwörter und deren Mißbrauch, Leipzig 1750
- Theologisches Wörterbuch, worinn die in den theologischen Wissenschaften vorkommende Wörter und Redensarten kürzlich erkläret werden, Frankfurt und Leipzig 1770